# 3 Cudzoziemski Pułk Piechoty
3 Cudzoziemski Pułk Piechoty (fr. 3e régiment étranger d’infanterie, 3REI) – jednostka piechoty, francuskiej Legii Cudzoziemskiej. Pułk utworzony w 1915 roku. Formacja stacjonuje w Kourou w Gujanie Francuskiej. Liczy 675 legionistów, tworzących 5 kompanii.

## Kampanie, bitwy, operacje
- I wojna światowa
  - II bitwa o Artois
  - I bitwa o Szampanię
  - bitwa nad Sommą
  - bitwa pod Verdun
  - bitwa o Aisne
- Maroko 1921–1943
- II wojna światowa
  - kampania tunezjyjska 1943
  - Alzacja 1944–1945 (wojsko okupacyjne)
  - Stuttgart 1945 (wojsko okupacyjne)
- Indochiny 1946–1954
  - wojna w Indochinach
- Afryka Północna 1952–1962
  - wojna algierska
- Madagaskar 1962–1973 (dyslokacja)
- Kourou, Gujana Francuska od 1973 (dyslokacja)

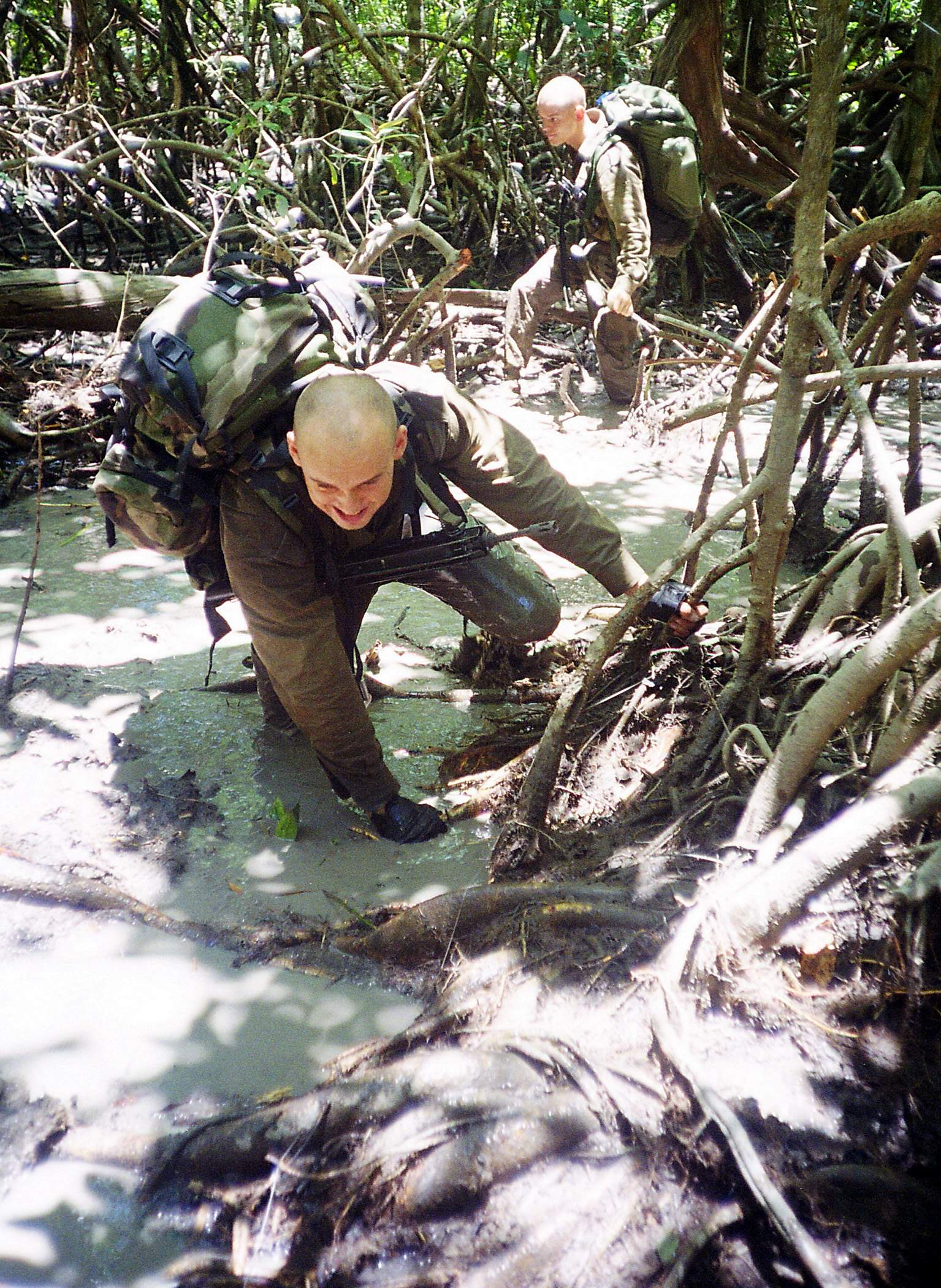

- operacja Carbet Haiti 2004